# 金星2A號
金星2A號在西方又被稱為史潑尼克19號。為金星計劃的一員。屬於一臺金星探測器，經由閃電號運載火箭發射至低地球軌道，但末端節推進失敗，導致末端節與金星探測器未能進入高橢圓軌道，並於3天後，即1962年8月28日重返大氣層並燒毀。這艘探測器原本被美國海軍航太空司令部定名為史潑尼克23號，後來的史潑尼克23號為火星1號。